# Jeanne Lestra
Jeanne Lestra, née Jeanne Couturier le 26 avril 1864 à Lyon et morte le 14 octobre 1951 à Vourles, est une militante politique française. Très pieuse, elle se réclame d'un catholicisme intransigeant et est légitimiste. Elle fonde accompagnée du jésuite Antonin Eymieu et d'Octavie Thomas de Saint-Laurent, la ligue des femmes françaises. 

## Biographie
Jeanne Couturier est issue d'une famille d'industriels résidant à Lyon depuis le milieu du XIXe siècle. Cette famille pratique un catholicisme intransigeant et elle fréquente les sphères monarchistes et bourgeoises. En 1883, Jeanne se marie avec Jean Lestra, docteur en droit et membre de La Congrégation. De cette union naît Anne ainsi que Antoine Lestra, journaliste proche de l'Action Française,.  
La famille Lestra s'établit rue Sainte-Hélène dans le quartier d'Ainay. Son couple est malheureux, elle se réfugie alors dans la foi. La situation politique suscite à Jeanne de nombreuses souffrances, notamment la loi d'exil de 1886 excluant alors le comte de Paris du territoire français. Elle s'approche alors des sphères politiques au contact du jésuite Antonin Eymieu. 
Elle est reconnue pour être à l'origine d'une large protestation contre la loi d'association de 1901 afin de défendre les congrégations. Elle produit, pour ce faire, une pétition signée par 600 000 femmes catholiques. 
En septembre 1901, elle fonde la ligue des femmes françaises en compagnie de son père spirituel Antonin Eymieu, afin de soutenir des candidats pour les élections législatives de 1902,. Néanmoins l'absence de résultats satisfaisants pousse Jeanne à retirer son soutien à l'Action libérale populaire afin de se tourner vers des candidats conservateurs et monarchistes. 